# 大連の歴史

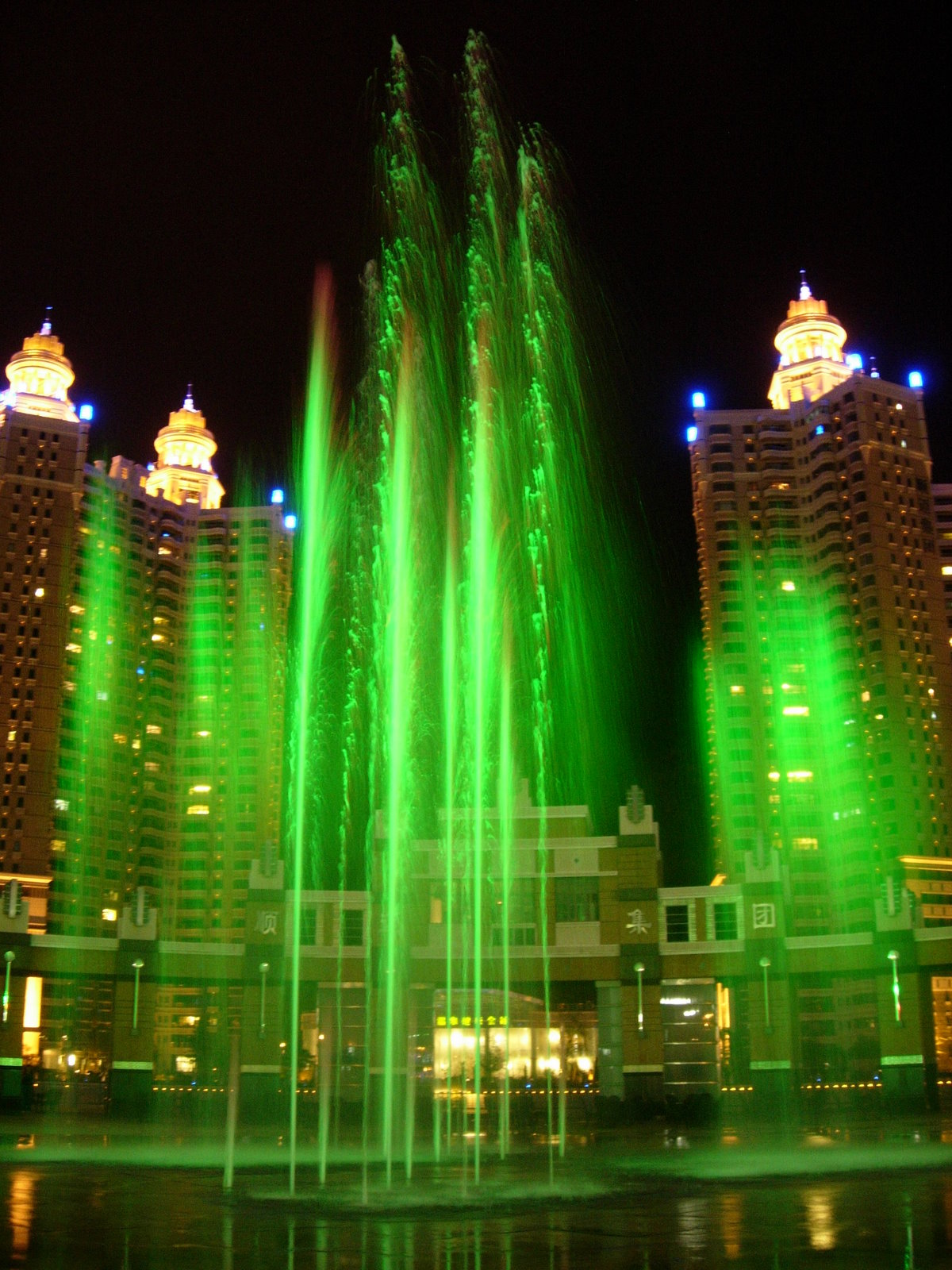
ライトアップされた星海広場の音楽噴水

大連の歴史（だいれんのれきし）は、大連及び遼東半島における歴史を述べる。
大連の歴史は神話時代から、燕、秦、前漢、新、後漢、魏、西晋、前燕、前秦、後燕、高句驪、唐、遼、金、元、明、清、ロシア、日本時代までである。大連についての記録がないか大連が統治下にない主要な時代として、夏と殷と周の三代、東晋、南北朝、隋、趙宋、中華民国が挙げられる。

## 大連の地名の由来
日露戦争後の1905年（明治38年）、大連はポーツマス条約により、日本の租借地である関東州の一部となった。このとき、日本は古地図に見られる中国語の地名「大連湾」からとった「大連」を都市名として採用した。これはロシア名のダルニ（Дальний; 「遠い」）と発音が似ていることにもよる。

## 歴史
| 時代               | 旅順               | 大連                   |
| ------------------ | ------------------ | ---------------------- |
| ～夏               | 青丘(国)           | 青丘(国)               |
| 夏～秦             | 将軍山             | 将軍山                 |
| 漢～魏             | 沓(県)の沓渚       | 沓(県)の沓渚           |
| 魏～晋             | 東沓(県)の沓渚     | 東沓(県)の沓渚         |
| 晋～隋             | 烏石津             | 三山                   |
| 隋～唐             | 都里(鎮)           | 三山浦                 |
| 遼～明             | 獅子口             | 青泥浦                 |
| 明～露             | 旅順口             | 青泥窪、大連湾、沙河口 |
| 露～日             | ポート・アーサー   | ポート・ダルニ         |
| 日～中             | 関東(州)の旅順(市) | 関東(州)の大連(市)     |
| 中1950年～中1981年 | 旅大(市)           | 旅大(市)               |
| 中1981年～         | 大連(市)           | 大連(市)               |

### 夏～商時代 約紀元前2000年～紀元前1000年
神話時代の大連は「青邱古国」である。

### 周～秦時代 約紀元前1000年～1年
戦国時代の大連は姞姓燕国の一部である。その後、嬴姓秦国と漢国（前漢・後漢）と新国の一部となった。

### 漢～唐時代 約1年～1000年
三国時代の大連は公孫氏燕国の一部である。その後、魏国と西晋と慕容氏燕国（前燕・後燕）と苻氏秦国の一部となった。後燕の衰退により大連は高句驪の一部となった。その後、唐国と遼国と金国の一部となった。

### 明～清時代 約1000年～2000年
モンゴル時代の大連は元国の一部である。その後、明国と清国とロシアの一部となった。日露戦争の日本勝利の結果、1905年（明治38年）のポーツマス条約により日本の租借地となり、いわゆる「日本統治時代」に入った。関東州大連市は明治時代後期から、大正時代と昭和の途中までである。
1945年（昭和20年）、ソ連対日参戦と日本の降伏により、大連市はソ連軍が占領した。ソビエト連邦は当時の中華民国と結んだ中ソ友好同盟条約により、ソビエト連邦は当地を租借地として管理した。その後、国共内戦の末に成立した中華人民共和国がソビエト連邦と締結した中ソ友好同盟相互援助条約の付属協定に基づき、1955年（昭和30年）に返還された。

### 計画単列市時代 約2000年～
- 2011年8月14日、大連市郊外にあるパラキシレン (p-キシレン) 化学工場の移転を求める「反PXデモ」が起きた。
- 2016年6月14日、大連タクシー事件が起きた。
- 2016年8月5日、大連華表事件が起きた。